# Рутка лікарська
Рутка лікарська (Fumaria officinalis) — однорічна, трав'яниста рослина, бур'ян. Рослина поширена по всій території України. Росте на полях, у лісосмугах, галявинах. Поширена повсюдно, але розсіяно.

## Морфологія
Стебло висхідне, часом прямостояче, гранчасто-борозенчасте, розгалужене, яке досягає 10-50 см заввишки, всередині соковите. Листки складні, чергові, черешкові, пірчасто-розсічені на вузькі довгастолінійні частки. Квітки блідо-рожеві, бувають пурпурові, пелюстки на верхівці темніші, з зеленою смужкою, зібрані у волоть з китиць, двостатеві, неправильної форми, розташовані в пазушних китицях. Віночок складається з 4 фіолетових іноді білястих, неоднакових пелюсток, з яких верхня має при основі коротку шпорку. Цвіте рослина з початку квітня до кінця серпня. Зацвітає поступово. В цей час, коли зверху ще є квіти та їх бутони, до низу по стеблу можуть вже бути плоди. Плід однонасінний, на верхівці майже прямолінійно зрізаний або навіть вдавлений.

## Хімічний склад
У рослині виявлено дубильні речовини (близько 3 %), фумарову кислоту, гіркі сполуки, смоли (близько 5 %), алкалоїди (0,2-1,6 %), нафтохінон, глікозиди, вітамін С. До складу алкалоїдів входять санвіранин, криптокавін, протопін, ауретензин, криптотокарпін, рокоптизин тощо. Рослина отруйна, проте народна медицина на це не наголошує.
Рослина отруйна

## Практичне використання
Рослина заготовляється уся під час цвітіння та використовується в народній медицині.
Є одним з основних інгредієнтів препарату для лікування печінки та жовчного міхура Гепабене (Hepabene).

### Застосування
Вважають що рутка збуджує апетит, зміцнює шлунок, серце, злегка проносить. Застосовується в народі при хворобах жовчного міхура, жовчокам'яній хворобі, при ан- та гіпогацидному гастриті, спастичному коліті, іпохондрії, істерії. А також у вигляді соку рослини при гарячці, гемороїдальних та інших кровотечях, туберкульозі, після тяжких травм, і взагалі тоді, коли намагаються підтримати сили після тривалої виснажливої праці. Рослина протипоказана на останньому місяці вагітності, при гострому запаленні шлунку, глаукомі.